# Yampará
Les Yampará (Yanpará), est un ancien peuple indien qui vivait près de l'actuelle Chuquisaca (Sucre) en Bolivie. Ils sont peut-être venus ici en tant que mitimaes (colons), ce qui était la politique coloniale des Incas.
Leurs descendants sont probablement les Indiens qui vivent dans la ville de Tarabuco, et peut-être aussi Tuero et Yotala. Le nom a également été donné à la province de Yamparáez (dont Tarabuco est la capitale) dans le département de Chuquisaca.